# Giovanni Aleotti
Giovanni Aleotti   (Mirandola, 25 de maig de 1999) és un ciclista italià, professional des del 2021. Actualment corre a l'equip Bora-Hansgrohe. En el seu palmarès destaca el Sibiu Cycling Tour de 2021 i 2022 i la Volta a Eslovènia del 2024.

## Palmarès
- 2018
  - 1r a la Vicenza-Bionde
- 2019
  - 1r al Trofeu Edil C
  - 1r a la Diexer Bergrennen
  - 1r a la Coppa Città di San Daniele
- 2020
  -  Campió d'Itàlia en ruta sub-23
- 2021
  - 1r al Sibiu Cycling Tour i vencedor d'una etapa
- 2022
  - Sibiu Cycling Tour i vencedor de 2 etapes
- 2024
  - 1r a la Volta a Eslovènia i vencedor d'una etapa

### Resultats al Giro d'Itàlia
- 2021. 80è de la classificació general
- 2022. 72è de la classificació general
- 2023. No surt (7a etapa)